# Ben Hopkins
Ben Hopkins (Hong Kong, 1969) es un director de cine, guionista y novelista británico. Su película Simon Magus participó en la sección competitiva del Festival Internacional de Cine de Berlín de 1999. Su película de 2008, The Market: A Tale of Trade, ganó premios en los festivales de cine de Locarno, Gante y Antalya, donde fue la primera película dirigida por un extranjero en ganar un premio nacional.
En 2021, Ben Hopkins escribió una novela titulada Catedral.

## Filmografía
- Simon Magus (1999)
- The Nine Lives of Tomas Katz   (1999)
- The Market: A Tale of Trade (2008)
- Lost in Karastan (2014)
- Inside (2023)